# Věžnička
Věžnička (německy Klein Wiesnitz) je obec v okrese Jihlava v Kraji Vysočina. Leží dvanáct kilometrů severovýchodně od Jihlavy. Žije zde 149 obyvatel.
První zmínka pochází z roku 1502, kdy obec náležela ke strážným vsím polenského hradiště. Po celou svou historii patřila k polenskému panství. Ves tak vlastnili například páni z Kunštátu, Valdštejnové, páni z Hradce a od roku 1623 Ditrichštejnové.
Obec se nachází v údolí Jamenského potoka na pomezí Hornosázavské pahorkatiny a Křižanovské vrchoviny. Nejvyšší bod katastru, vrch Prašivec, se nachází severně od obce v lese Březina v nadmořské výšce 574 metrů. Věžničkou prochází silnice třetí třídy č. 34820 z Polné do Ždírce. V obci se nachází obchod se smíšeným zbožím a veřejná knihovna. Kulturní akce pořádají místní sbor dobrovolných hasičů a Statek u Tadeáše. V centru obce se nacházejí do země vyhloubené prastaré sklepy, tzv. lochy. Na návsi stojí kaplička a v Obecním lese se tyčí smírčí kámen s vyrytým reliéfním tlapatým křížem, který byl prohlášen kulturní památkou.

## Název
Původní název Věžnice vznikl substantivizující příponou -ice z přídavného jména věžná. Tato přípona podle Profouse souvisí s polohou obce u potoka. V první zmínce o obci z roku 1502 je označována jako Věžnice za Březinou, roku 1654 Wiežnicžka. V letech 1869–1921 nesla pojmenování Malá Věžnice. Rozhodnutím ministerstva vnitra z roku 1924 se změnil název z Malé Věžnice na Věžničku.

## Historie

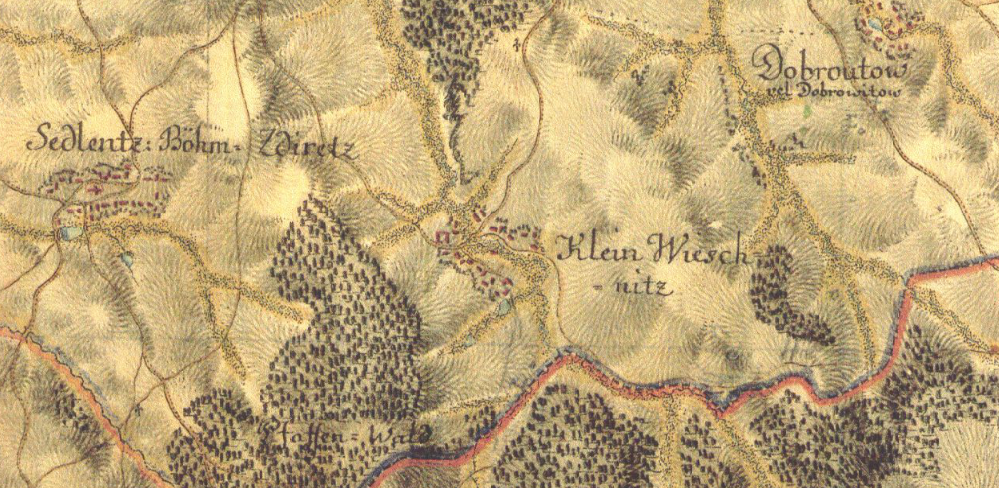
Mapa Věžničky
z Prvního vojenského mapování (1764)

První písemná zmínka o obci pochází z roku 1502, kdy ves nesla název Věžnice za Březinou. V té době patřila ke strážným vsím polenského hradiště. Po celou svou historii byla součástí polensko-přibyslavského panství. Nejprve ji vlastnili páni z Kunštátu, ti ji později prodali Trčkům z Lípy. V roce 1538 majetek získal Karel z Valdštejna, jehož dcera si polenské panství přinesla roku 1553 jako věno do manželství se Zachariášem z Hradce. V roce 1597 vlastnictví převzal Hertvík Žejdlic ze Šenfeldu.
Roku 1623 bylo Rudolfu Žejdlicovi panství za účast v českém stavovské povstání zkonfiskováno a majetek získal kardinál František z Ditrichštejna, jehož rod Polnou a okolí držel dalších tři sta let. V roce 1636 zde žilo třináct sedláků, od téhož roku se datuje Pamětní kniha obce Věžnička. Roku 1750 tu vznikla jednotřídní škola, po požáru v roce 1756 byla postavena jednopatrová školní budova. Roku 1778 Věžnička obdržela privilegium dědičné rychty se všemi rychtářskými právy.
V letech 1869–1880 spadala obec pod okres Polná, v období 1880–1961 pod okres Německý Brod (později Havlíčkův). V roce 1898 ji postihl velký požár. Dne 29. března 1899 byla v nedalekém lese Březina zavražděna místní rodačka 19letá švadlena Anežka Hrůzová a z vraždy, jíž byl připisován rituální motiv, byl obviněn žid Leopold Hilsner. Tato událost odstartovala antisemitské vlny na českém území, pro které se vžil název hilsneriáda. Roku 1901 byl ve Věžničce založen hasičský sbor a postavena hasičská zbrojnice. V letech 1905–1909 nechala obec vystavět silnici do Polné a zregulovat Janemský potok, který protéká středem obce. Voda tohoto toku se do té doby několikrát ročně vylévala z břehů a zaplavovala okolní domy. V roce 1910 byla školní budova přistavěna o jedno patro, kde se nacházela učebna a kabinet s příslušenstvím. V první světové válce zahynulo pět místních obyvatel. Roku 1922 tu založili obecní knihovnu s 98 svazky. Elektřina byla zavedena v roce 1925, o rok později veřejné osvětlení. Telefon byl zaveden roku 1940.
Po založení JZD v roce 1956 byly vystavěny zemědělské a hospodářské budovy. Téhož roku byl zprovozněn obecní rozhlas. Od roku 1961 obec patří pod okres Jihlava. V roce 1974 byla zavedena kanalizační síť, začala stavba silnice do Ždírce, vybudována byla hráz návesního rybníka a zrušena místní základní škola. V letech 1976 až 1990 Věžničku spravoval Ždírec. V 90. letech proběhla přestavba návesní zvonice a výstavba mostu přes Jamenský potok a hasičské zbrojnice. Roku 1997 Jamenský potok překlenul druhý tzv. Horní most. V roce 2002 byla dokončena plynofikace obce.

## Přírodní poměry
Leží dva kilometry západně od Ždírce, tři kilometry jižně od Polné a dvanáct kilometrů severovýchodně od krajského města Jihlava. Rozloha katastru obce činí 4,53 km², z toho zaujímá orná půda 2,37 km², zahrady 0,04 km², trvalé travní porosty 0,78 km², lesní půda 1,04 km², vodní plochy 0,03 km², zastavěné plochy 0,03 km² a ostatní plochy 0,22 km². Obec má jedno katastrální území s názvem Věžnička.

### Geologická stavba, reliéf a půdy

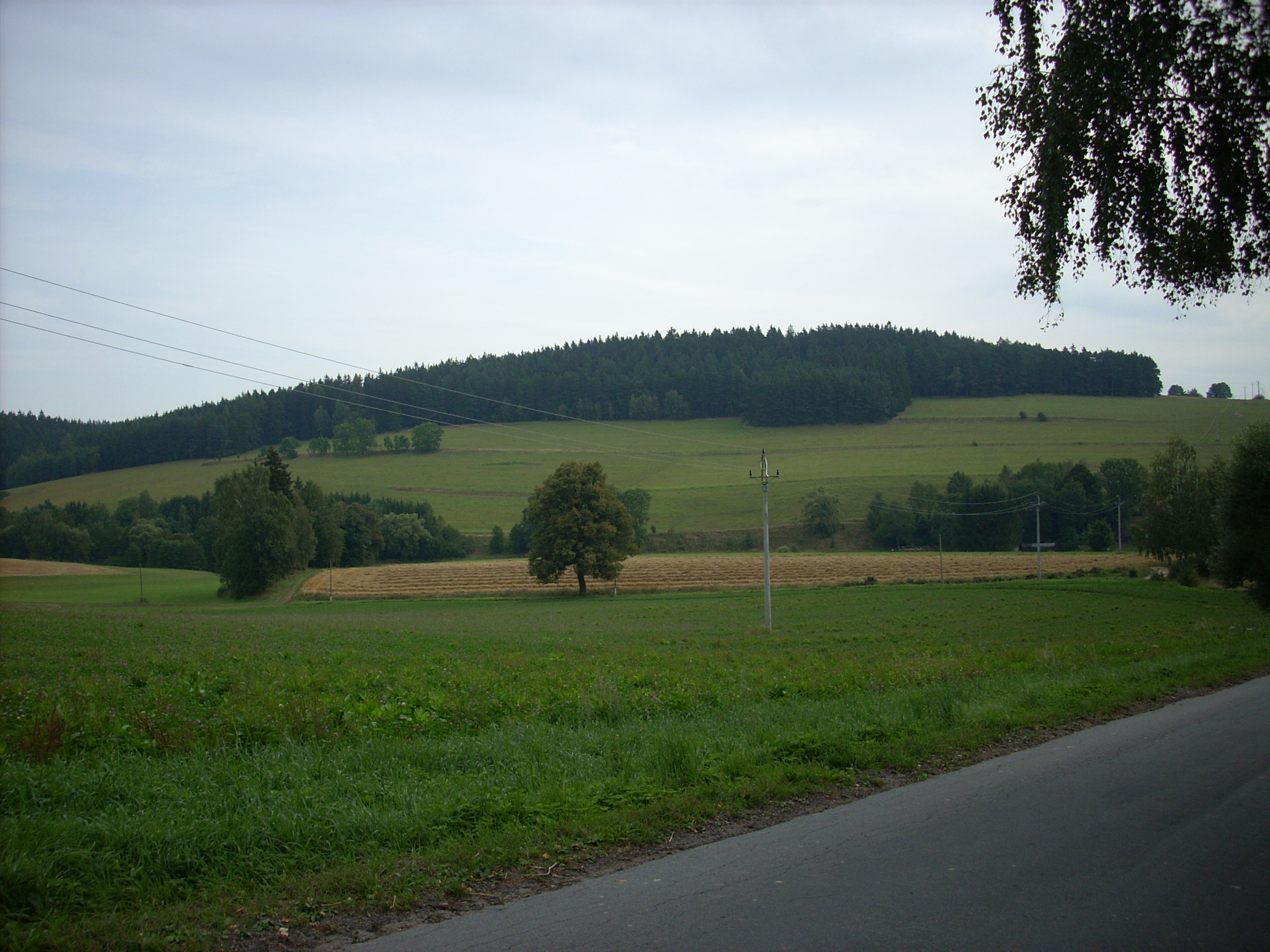
Vrch Prašivec

Z geologického hlediska je území součástí Českého masivu. Z hornin převažuje rula a hlína, písek a štěrk. Geomorfologicky je oblast součástí Česko-moravské subprovincie, konkrétně stojí na rozmezí Hornosázavské pahorkatiny a Křižanovské vrchoviny, jejich podcelků Jihlavsko-sázavské brázdy a Brtnické vrchoviny, v jejichž rámci spadá pod geomorfologické okrsky Štocký stupeň a Řehořovská pahorkatina. Průměrná nadmořská výška činí 490 metrů. Nejvyšší bod, vrch Prašivec (574,2 m n. m.), leží v lese Březina, jehož název nese i na některých mapách. Název kopce pochází od slovesa prášit a pojmenování získal podle zprašování sněhu v zimním období, kdy fungoval jako orientační bod. Nejnižší bod se nachází u mostu přes řeku Jamenský potok v centru obce ve výšce 489 m n. m.
Na převážné části území se vyskytuje pseudoglejová půda, okolo Jamenského potoka glejová a jihovýchodní okraj katastru tvoří kambizemě.

### Vodstvo a podnebí
Věžnička leží v údolí Jamenského potoka. Patří k úmoří Severního moře. Na katastru obce se vyskytují tři rybníky, jeden je návesní, druhý stojí u lesa Na Skalce, největší se nachází jižně od obce u Ždíreckého zádušního lesa.
V rámci Quittovy klimatické klasifikace se řadí do mírně teplé oblasti MT3, podle Atlasu podnebí ČSR z roku 1958 do okrsku B5 a dle Köppenovy klasifikace podnebí k vlhkému kontinentálnímu podnebí. Dle údajů z nejbližší meteorologické stanice v Přibyslavi činí průměrná roční teplota 6,8 °C a průměrné srážkový úhrn dosahuje hodnoty 692 mm/rok. Průměrný roční sluneční svit je 1 613 hodin.

### Flora a fauna

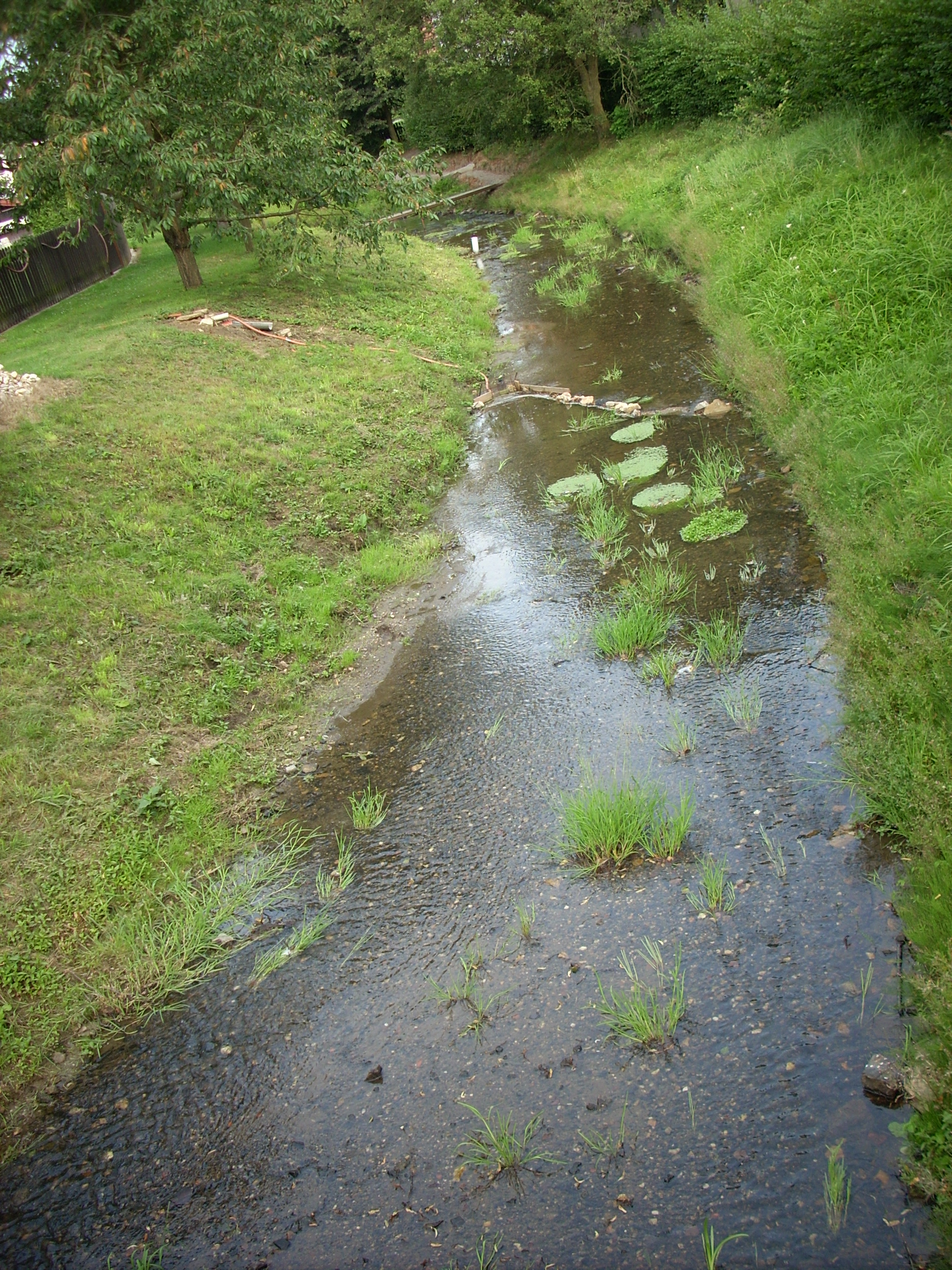
Jamenský potok

V rámci biogeografického členění se řadí k provincii středoevropských listnatých lesů, Hercynské podprovincii, Havlíčkobrodskému bioregionu. Území se nalézá ve fytogeografickém obvodu Českomoravského mezofytika, v okrese 67 Českomoravská vrchovina. Lesy v katastrálním území obce Věžnička náleží do přírodní lesní oblasti 16 – Českomoravská vrchovina. Obec obklopují jehličnaté, místy také smíšené lesy. Dříve převažovaly buky a jedle, avšak vlivem lesního hospodářství převládá smrk ztepilý. Severní část katastru tvoří Obecní les a les Březina. Jihovýchodně stojí les s názvem Lipiny. Jižně od obce se nalézá Hladový les a Ždírecký zádušní les. Potenciálně přirozenou vegetací je bučina s kyčelnicí devítilistou. Krajinu tvoří pole a louky s trvalým travním porostem. Podél vodních toků rostou olšiny (Alnus) s bledulemi jarními (Leucojum vernum). V lesích se vyskytují borůvky (Vaccinium myrtillus), violky lesní (Viola reichenbachiana) či kapraď samec (Dryopteris filix-mas).
V okolních lesích se vyskytují srnci obecní (Capreolus capreolus) či divočáci (Sus scrofa), z šelem pak kuny lesní (Martes martes) a lišky obecné (Vulpes vulpes). V lesích hnízdí datli černí (Dryocopus martius), žluny šedé (Picus canus), sýkory (Parus), pěnice (Sylvia) či drozdi zpěvní (Turdus philomelos), z dravých ptáků se objevují káně lesní (Buteo buteo). Na vlhkých loukách jsou zastoupeny běžné druhy plazů a obojživelníků, např. zmije obecné (Vipera berus), ještěrky živorodé (Zootoca vivipara), skokani (Rana), ropuchy obecné (Bufo bufo) či čolci (Triturus). U vodních toků žijí typické druhy ryb a rovněž skokani hnědí (Rana temporaria) a mloci skvrnití (Salamandra salamandra). Na rybnících sídlí kachny divoké (Anas platyrhynchos) či lysky černé (Fulica atra). Na katastrálním území Věžničky se nenachází žádné zvláště chráněné území ani památný strom.

## Obyvatelstvo

### Struktura

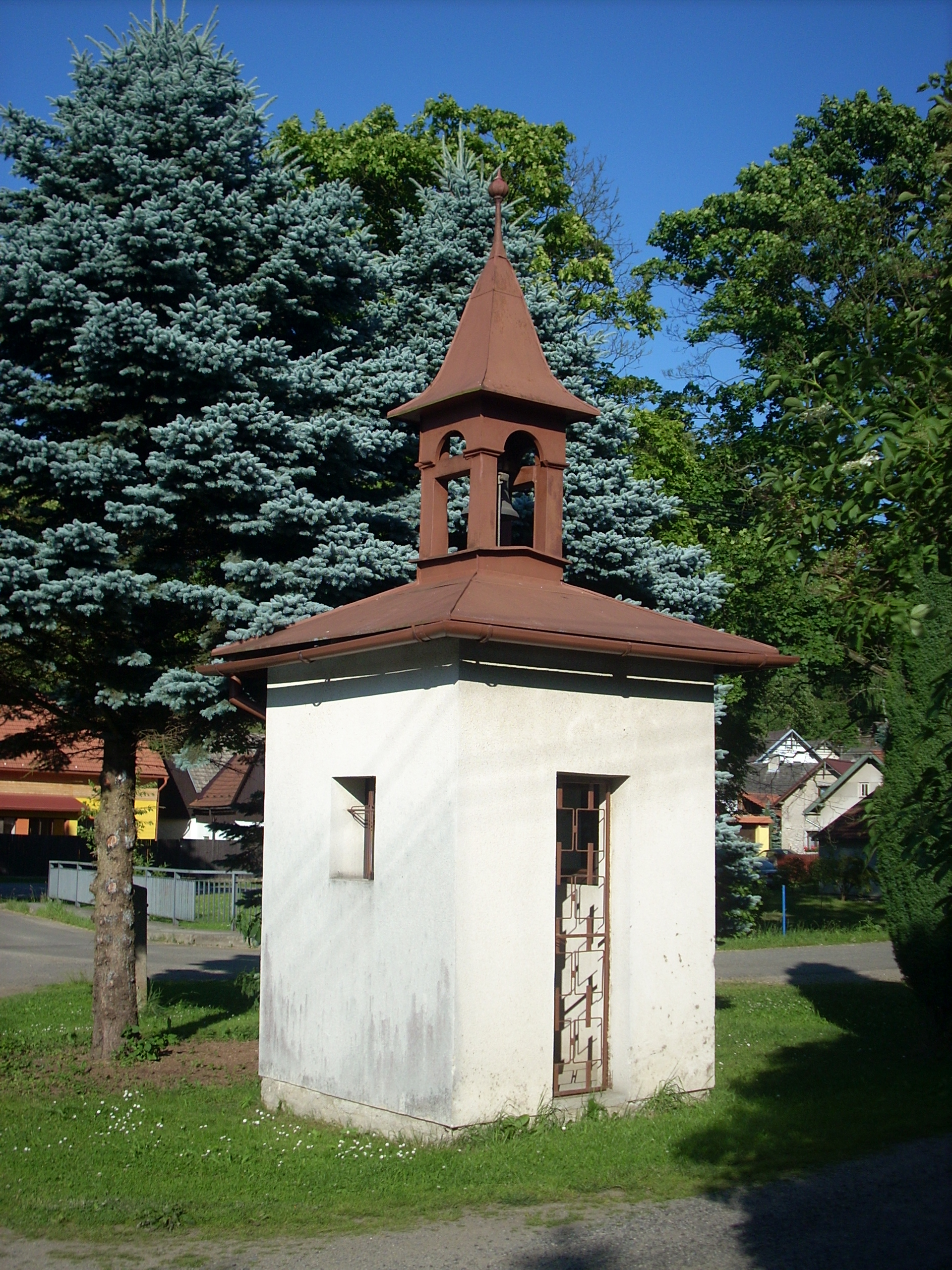
Jednoduchá zvonička
ve Věžničce

Podle sčítání 1921 zde žilo v 42 domech 255 obyvatel, z nichž bylo 130 žen. 254 obyvatel se hlásilo k československé národnosti, 1 k německé. Žilo zde 250 římských katolíků a 5 příslušníků Církve československé husitské. Dle sčítání lidu v roce 2011 žilo ve Věžničce trvale 134 osob, z toho 64 žen. Celkem 89 občanů se hlásilo k české národnosti. Část domů slouží chalupářům jako objekty druhého bydlení (pro rekreační účely). Většina obyvatel dojíždí za prací do Polné či Jihlavy, část pracuje v zemědělství.
| Rok            | 1869 | 1880 | 1890 | 1900 | 1910 | 1921 | 1930 | 1950 | 1961 | 1970 | 1980 | 1991 | 2001 | 2011 | 2021 |
| -------------- | ---- | ---- | ---- | ---- | ---- | ---- | ---- | ---- | ---- | ---- | ---- | ---- | ---- | ---- | ---- |
| Počet obyvatel | 224  | 225  | 218  | 238  | 252  | 255  | 253  | 185  | 188  | 159  | 138  | 118  | 119  | 134  | 134  |
| Počet domů     | 40   | 40   | 40   | 40   | 40   | 42   | 45   | 45   | 42   | 42   | 43   | 44   | 43   | 46   | 50   |

### Náboženský život
Obec je přifařena k římskokatolické farnosti Ždírec, která náleží do děkanství polenského a královéhradecké diecéze. Farnost nemá kněze, duchovní správu vykonává děkan polenské farnosti Zdeněk Krček. Farním kostelem je kostel svatého Václava ve Ždírci. Podle cenzu z roku 2011 se k víře hlásí 56 z 134 osob, z toho se 39 lidí hlásilo k římskokatolické církvi. 13 věřících své vyznání neuvedlo, 15 osob bylo bez náboženské víry.

## Obecní správa a politika
Obec má sedmičlenné zastupitelstvo, v jehož čele stojí starosta Jiří Vomela.
| Období    | Voliči | Účast v % | Mandáty | Výsledky                                       | Starosta        |
| --------- | ------ | --------- | ------- | ---------------------------------------------- | --------------- |
| 2002–2006 | 94     | 59,57     | 7       | 7 Za samostatnou Věžničku                      | Václav Vomela   |
| 2006–2010 | 96     | 70,83     | 7       | 4 Za samostatnou Věžničku 3 Za mladou Věžničku | Miloslav Vomela |
| 2010–2014 | 103    | 74,76     | 7       | 4 Za krásnou Věžničku 3 Za mladou Věžničku     | Jan Diviš       |
| 2014–2018 | 103    | 72,82     | 7       | 7 ZA KRÁSNOU VĚŽNIČKU                          | Jiří Vomela     |

Věžnička je členem Dobrovolného svazku obcí Mikroregionu Polensko a Místní akční skupiny Českomoravské pomezí.

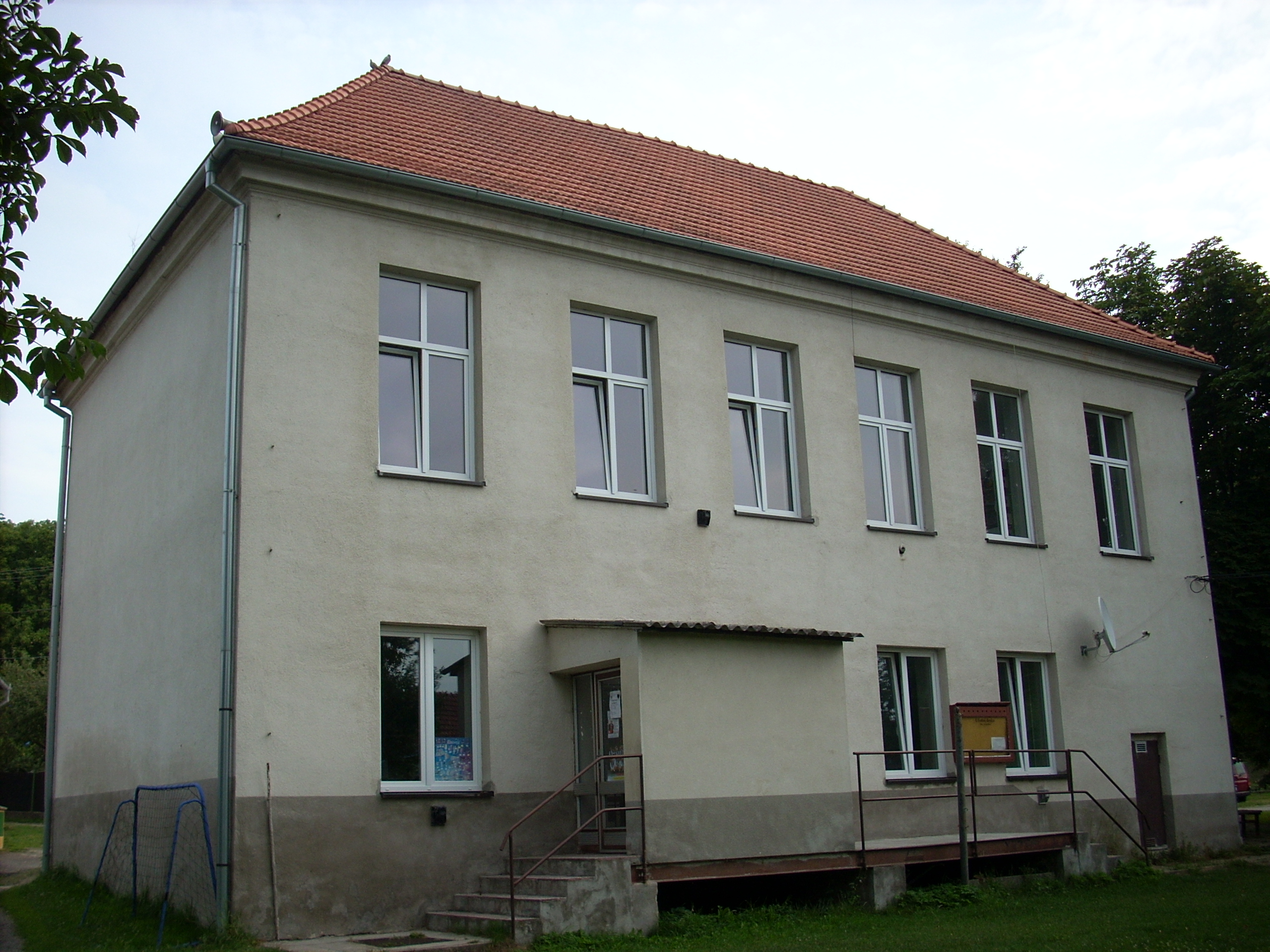
Budova bývalé školy sloužící
jako obecní úřad a prodejna

### Obecní symboly
Znak a vlajka byly obci uděleny rozhodnutím předsedkyně Poslanecké sněmovny Parlamentu České republiky dne 13. října 2023.

## Hospodářství a doprava
Nachází se zde výrobna keramiky a hostinec na Statku u Tadeáše, truhlářství a obchod se smíšeným zbožím. Část zemědělských objektů využívá firma GLOBAL. K roku 2011 zde mělo sídlo 17 podnikatelských subjektů. Roku 1956 tu vzniklo jednotné zemědělské družstvo, které se v roce 1971 sloučilo s JZD Ždírec. Toto spojené JZD Ždírec–Věžnička se v roce 1976 spojilo s JZD Budovatel. Po roce 1989, kdy byl zrušen kravín, byla půda navrácena původním vlastníkům.
Věžničkou prochází silnice třetí třídy č. 34820 z Polné do Ždírce. Dopravní obslužnost obce je zajišťována silniční autobusovou dopravou dopravce ICOM Transport Jihlava. Autobusy jezdí ve směrech na Jihlavu a Polnou. Nejbližší železniční stanice se nachází sedm kilometrů severozápadně v Dobroníně. Obcí vede cyklistická trasa č. 16 ze Slavonic do Přibyslavi a modře značená turistická trasa z Rytířska do Polné.

## Školství, kultura a sport
Záznamy o první škole pocházejí z roku 1750, kdy výuka probíhala v jedné místnosti. V roce 1756 školní učebna vyhořela a na návsi byla postavena jednopatrová školní budova. Od roku 1874 místní učitelé vedli pamětní knihu. Roku 1910 obec nechala přistavět druhé patro. Od roku 1974, kdy byla základní škola zrušena, děti dojíždějí do školy v Polné. V jednopatrové budově bývalé školy se nachází obecní úřad, obchod se smíšeným zbožím, místní veřejná knihovna, klubovna pro mládež a společenská místnost. Na Statku u Tadeáše probíhají různé kulturní akce (např. oslavy slunovratu), ke sportovnímu vyžití obyvatel slouží fotbalové hřiště v jižní části obce. Místní sbor dobrovolných hasičů sídlí v hasičské zbrojnici na návsi.

## Pamětihodnosti

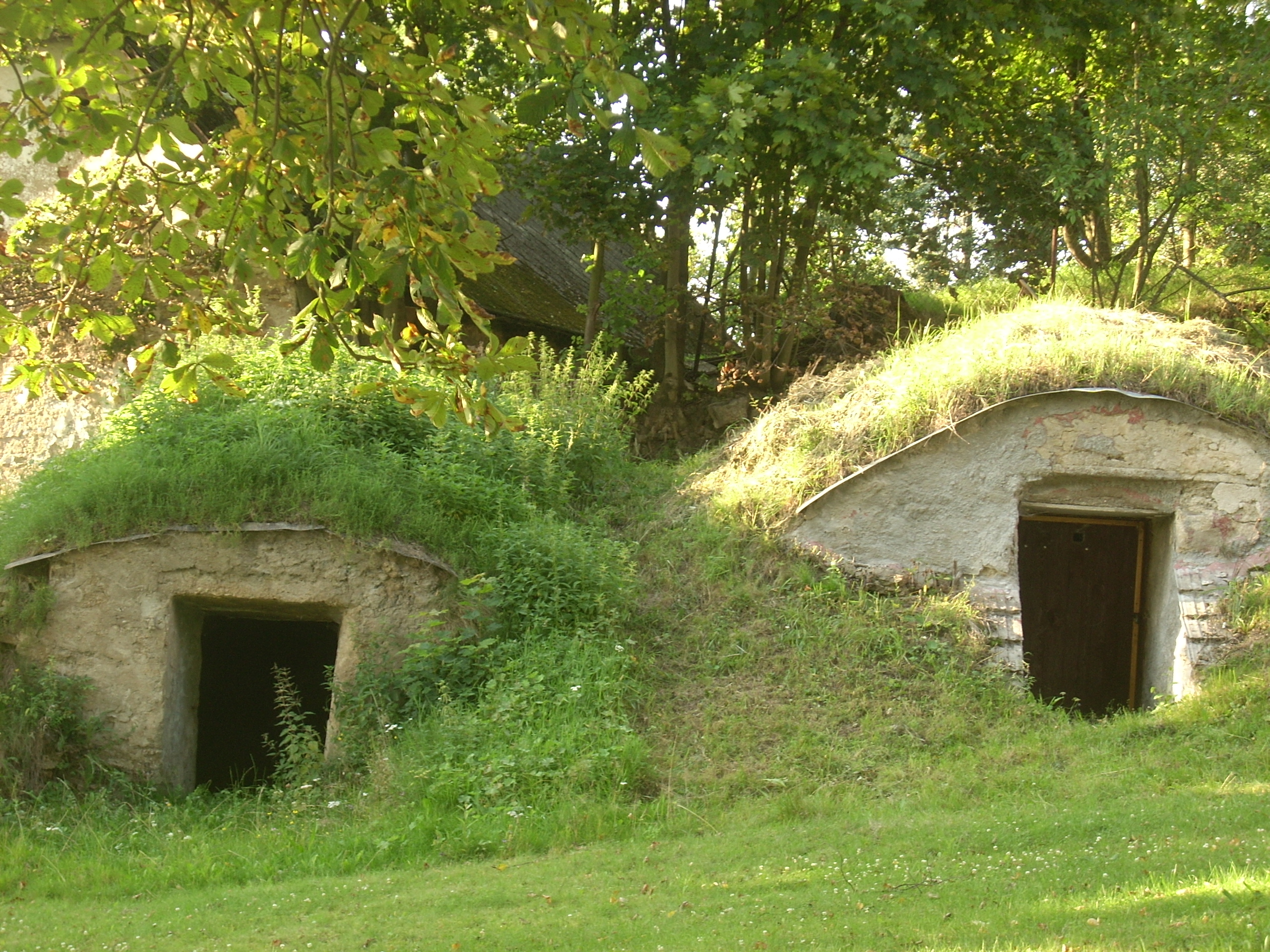
Unikátní sklepy, tzv. lochy

- Staré sklepy tzv. lochy jsou vyhloubené v zemi na stráních a nacházejí se převážně na návsi okolo hlavní silnice.
- Smírčí kámen o výšce 92 cm, šířce 55 a tloušťce 18 cm se tyčí v Obecním lese jeden kilometr severozápadně od obce a přibližně 500 metrů od Jamenského potoka. Jedná se o křížový kámen se záhadnými symboly, které dodnes zůstávají nerozluštěné. Na kameni je vyryt reliéfní tlapatý kříž, který má pod rameny dvě nádoby. Dle pověsti zde byla zabita žena s nůší, jiná pověst vypráví o násilné smrti bednáře.[36] Kulturní památkou se stal před rokem 1988.
- Kaplička stojí v parčíku u návesního rybníka. Jednoduchá stavba čtvercového půdorysu se světle šedou brizolitovou omítkou má oplechovanou střechu, z jejíhož středu ční zvonice se zvonem na ruční pohon. V nice na zadní stěně kaple stojí zarámovaná socha Panny Marie, která drží malého Ježíška. Interiér kaple zdobí několik obrazů. Dveře jsou uzavřeny kovanou mříží, která umožňuje pohled dovnitř. Datum výstavby není známo, přestavba proběhla v roce 1991.[37]

## Osobnosti
- Anežka Hrůzová (1879–1899), švadlena a oběť vraždy
- Jan Bezděk (1858–1915), mykolog a botanik; vyučoval zde v letech 1882–1886[5]